# Santuario di Yasaka

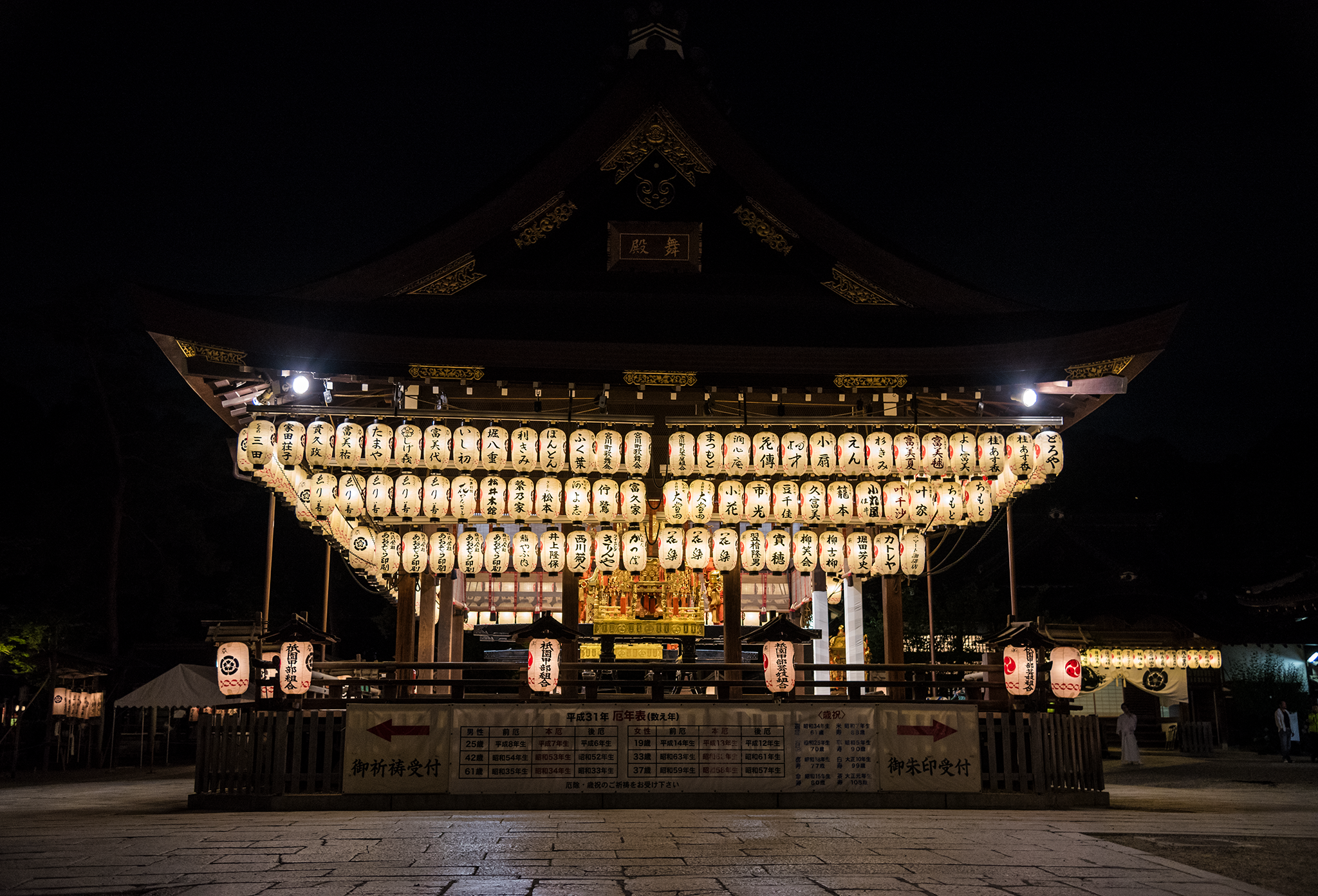
Scenario notturno al santuario

Il santuario di Yasaka (八坂神社?, Yasaka-jinja), un tempo chiamato santuario di Gion, è un santuario shintoista nel distretto di Gion di Kyoto, Giappone. 
Fu costruito in origine nel 656. Il santuario include parecchi edifici. 
Nell'869 il mikoshi (santuario portatile, portantina) del santuario di Gion fu portato attraverso le vie di Kyoto per scongiurare un'epidemia che aveva colpito la città. Nacque così il primo Gion Matsuri, un festival annuale famoso in tutto il mondo.
Oggi, oltre ad ospitare il Gion Matsuri, il santuario di Yasaka accoglie migliaia di persone ogni capodanno per riti e celebrazioni tradizionali. In aprile, le folle passano attraverso il santuario per raggiungere il parco Maruyama, un popolare punto di ritrovo per l'hanami, ovvero un parco con alberi di ciliegi in fiore.